# Parque nacional de Makalu Barun
El Parque nacional de Makalu Barun (en nepalí: मकालु-बरूण राष्ट्रिय निकुञ्ज) es el octavo parque nacional en el Himalaya de Nepal, fue establecido en 1992 como una extensión oriental del Parque nacional de Sagarmatha. Con una superficie de 1500 kilómetros cuadrados de los distritos de Solukhumbu y Sankhuwasabha, es la única área en el mundo protegida con un desnivel de más de 8000 metros que abarca tanto bosques tropicales como picos nevados.
La frontera norte del parque nacional coincide con la frontera internacional de China en la región autónoma del Tíbet. Adyacente a la parte sur y la frontera sureste está la zona de amortiguamiento llamada área de conservación de Makalu Barun con una superficie de 830 kilómetros cuadrados.